# Daniel Rycharski
Daniel Rycharski (ur. 1986 w Sierpcu) – polski artysta i grafik, doktor nauk o sztukach pięknych (2013), laureat nagrody Paszport „Polityki” (2016). Absolwent Akademii Sztuk Pięknych w Krakowie, zajmuje się tematyką współczesnej polskiej wsi i jej tożsamości. Działa ze społecznością rodzinnej miejscowości Kurówko. Adiunkt na Wydziale Malarstwa i Nowych Mediów Akademii Sztuki w Szczecinie. Jego twórczość dotyka także wiary i religii, a także stosunku Kościoła katolickiego do osób LGBT z perspektywy wierzącego geja.

## Twórczość
W latach 2005–2009 Rycharski studiował grafikę na Wydziale Sztuki Uniwersytetu Pedagogicznego im. Komisji Edukacji Narodowej w Krakowie, gdzie wykłada w Katedrze Multimediów. Był doktorantem w pracowni interdyscyplinarnej Zbigniewa Sałaja i prof. Grzegorza Sztwiertni na Akademia Sztuk Pięknych im. Jana Matejki w Krakowie.
Podczas studiów (2005–2009) współtworzył grupę artystyczną ze Sławomirem Shutym. Po studiach w 2009 powrócił w rodzinne strony – do wsi Kurówko. Od tej pory traktuje przestrzeń tej wsi jak laboratorium, pracownię artystyczną.
W 2008 Daniel Rycharski wraz z pisarzem Sławomirem Shutym stworzył wideo Oblubienica, w którym przedstawiona jest historia wiejskiej dziewczyny poszukującej szczęścia i sensu życia. Przygotował też wideo w konwencji teledysku Do czego mnie matka urodziła (2008) o życiu 20-latki w małej i ubogiej miejscowości Kurówko, performance Zapładnianie (2010), w którym dokonuje symbolicznego i dosłownego połączenia swojego nagiego ciała z ziemią, czy dokument we współpracy z Michałem Zawadą pt. Legenda Kineform (2012) poświęcony improwizowanym pokazom świetlnym Andrzeja Pawłowskiego z lat 50. XX wieku.
W 2012 zdobył tytuł Kulturysty Roku przyznawany przez Polskie Radio Program III. W 2013 był bohaterem reportażu Uwaga! emitowanego przez telewizję TVN, gdzie zaprezentowano mural jego autorstwa przedstawiającego zwierzę-hybrydę, który namalował na domu swoich dziadka i babci. Malunek inspirowany był opowieściami o wyimaginowanych stworzeniach z okolicznych lasów. Wzbudził zainteresowanie mieszkańców wioski, powstała więc seria kilkudziesięciu malowideł. Umieszczono je np. na stodołach, szopach i przystankach autobusowych. Autora okrzyknięto twórcą wiejskiego street artu.
Wkrótce Daniel Rycharski zorganizował ogród z zepsutych maszyn rolniczych, a na 13 arach pola przekazanych przez sołtysa wsi stanęła jego instalacja Galeria Kapliczka, miejsce kultu sztuki współczesnej, gdzie prezentowane są działania artystyczne. Kolejno powstały brama w stylu metaloplastyki na 150-lecie zniesienia pańszczyzny oraz instalacja Multimedialne strachy na dziki i ptaki (2011), która funkcjonuje jako dokument przedstawiający historię powstania dzieła – konstrukcji wzorowanej na wiejskich kapliczkach, w której na środku stoi telewizor, gdzie artysta wykorzystuje sztukę jako narzędzie do integracji społeczności.
Pomnik Chłopa od roku 2015 podróżuje po Mazowszu i Małopolsce. Przyczepę z ok. 4-metrowym wysięgnikiem, na którym siedzi chłop, prezentowano przed budynkiem Muzeum Sztuki Nowoczesnej w Warszawie w związku z wystawą Co widać. Praca powstała z inspiracji grafiką Albrechta Dürera – przedstawiającą pomnikową wersję upamiętnienia wojen chłopskich z początku XVI wieku. Rycharski zajmuje się stereotypami o polskiej wsi, uwidacznia współczesne problemy społeczne i tożsamościowe oraz pokazuje inną stronę wsi. W 2020 namówił rolników i rolniczki z pięciu wsi do przyjęcia na tydzień gejów i lesbijki z Warszawy. Wspólny czas i praca sprawiły, że mieszkańcy i mieszkanki wsi zmienili postrzeganie osób LGBT. Projekt nosił tytuł Opieka rodzinna. Projekt nawiązywał do funkcjonującego w Choroszczy szpitala psychiatrycznego i opieki nad osobami z chorobami psychicznymi, które mieszkały u miejscowych i z nimi żyły, pracowały. Nawiązanie to podkreślało, że polskie społeczeństwo znajduje się w stanie choroby, a osoby LGBT szukają wytchnienia od trudów życia w homofobicznym kraju, z drugiej strony polskie wiejskie gospodarstwa są w kryzysie z powodu zmian ekonomicznych. Projekt wspierało Muzeum Sztuki Nowoczesnej w Warszawie.
Daniel Rycharski współpracuje z różnymi grupami, np. stowarzyszeniami rolniczymi i religijnymi, kołami gospodyń wiejskich, liderami i liderkami społeczności wiejskich, organizacjami społecznymi („Zielona Solidarność”, Ochotnicza Straż Pożarna) czy osobami LGBT+. Jego prace są analizowane m.in. przez dr. hab. Tomasza Rakowskiego z Instytutu Etnologii i Antropologii Kulturowej Uniwersytetu Warszawskiego. Artysta podejmuje dialog z antropologami, etnografami i kulturoznawcami, współpracuje z badaczkami i badaczami (Tomasz Rakowski; Roch Sulima; Weronika Plińska z Instytutu Kultury Polskiej UW).
W 2016 otrzymał nagrodę Paszport „Polityki” w kategorii Sztuki wizualne. Za wystawę Strachy w Muzeum Sztuki Współczesnej w Warszawie był nominowany w plebiscycie kulturalnym Onetu O!Lśnienia 2020.
W marcu 2017 jego wizerunek umieszczono na okładce dwumiesięcznika „Replika”.
W 2021 powstał film Wszystkie nasze strachy inspirowany życiem i twórczością Rycharskiego, nagrodzony pięcioma Złotymi Lwami na Festiwalu Polskich Filmów Fabularnych w Gdyni (2021).

## Wystawy
- Street art na wsi, Galeria Sztuki Wozownia w Toruniu (2012)[26]
- Co widać. Polska sztuka dzisiaj, Muzeum Sztuki Nowoczesnej w Warszawie (2014)[26][27]
- Into the Country, Salt Ulus w Ankarze, Turcja (2014)[26]
- Sztandary św. Ekspedyta 2015–2016, Muzeum Sztuki Nowoczesnej w Warszawie (2015–2016)[28]
- Robiąc użytek. Życie w epoce postartystycznej, Muzeum Sztuki Nowoczesnej, Warszawa (2016)[26]
- Późna polskość w Centrum Sztuki Współczesnej w Warszawie (2017). Na wystawie pojawiły się dwie prace artysty: Brama na 150. rocznicę zniesienia pańszczyzny oraz Krzyż[29][30]
- Daniel Rycharski. Strachy w Muzeum Sztuki Nowoczesnej w Warszawie (2018)[31], kurator: Szymon Maliborski.
- Umarła klasa, Gunia Nowik Gallery, Warszawa (2022)[32]